# Like Dreamers Do
«Like Dreamers Do» es una canción escrita por Paul McCartney en el año de 1959, y una de las primeras en canciones escritas en ser acreditadas a Lennon-McCartney. Fue grabada por The Silver Beatles  (The Beatles) en el año de 1962 antes de que Ringo Starr se uniera  a la banda, reemplazando a Pete Best en la batería. Fue grabada especialmente por la banda para la audición de Decca en 1962.
En 1964, la canción fue grabada por la banda de Decca Records The Applejacks, y lanzada como el sencillo debut del grupo, alcanzando el lugar número 20 en el UK Singles Chart. The Applejacks trabajaron con Mike Leander de Decca como Director musical.
Bas Muys lanzó una versión de Like Dreamers Do en su álbum de 1989 Secret Songs: Lennon & McCartney similar a la versión original de The Beatles.
La banda australiana tributo a The Beatles, The Beatnix, hizo una versión para su álbum de 1989, It's Four You.
La versión original de The Beatles, fue lanzada finalmente en el año de 1995 , en el álbum Anthology 1. McCartney ha comentado que nunca estuvo encariñado con la canción y no considera que haya sido un desperdicio regalarla.